# Problepsis vulgaris
Problepsis vulgaris là một loài bướm đêm trong họ Geometridae.

## Hình ảnh

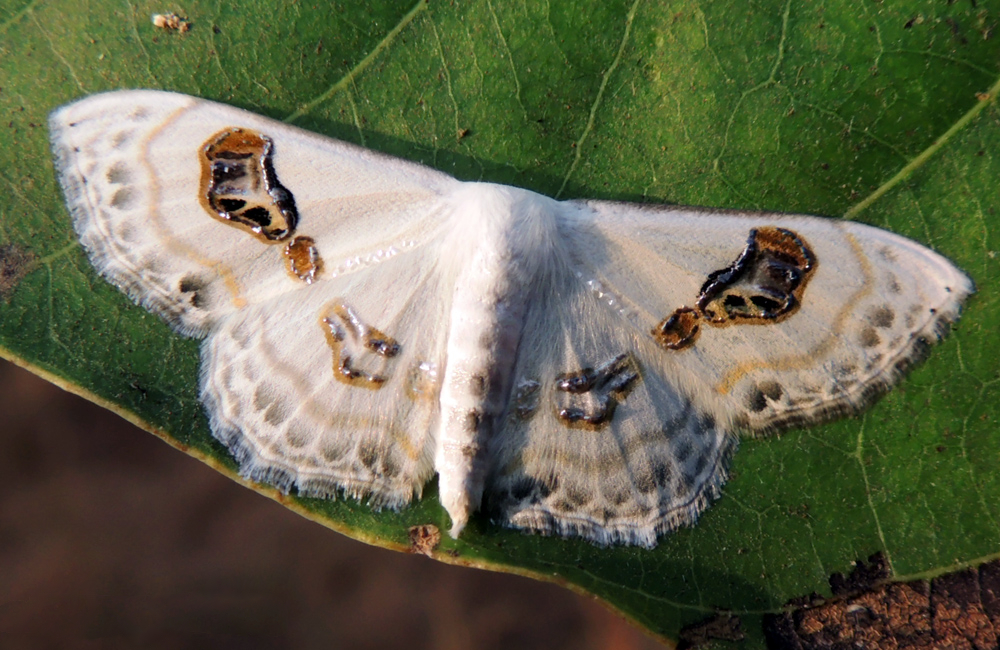